# Cuauhtémoc (Suchiate)
Cuauhtémoc es una localidad del estado mexicano de Chiapas. Es parte del municipio de Suchiate.

## Toponimia
El nombre de la localidad rinde homenaje a Cuauhtémoc, último Huey Tlatoani del Imperio mexica.

## Demografía
| Gráfica de evolución demográfica |
|                                  |

| Censo | Población |
| ----- | --------- |
| 1990  | 485       |
| 2000  | 812       |
| 2010  | 883       |
| 2020  | 1 078     |